# Titan Bonifica-Benotto
L'equip Titan Bonifica-Benotto, conegut anteriorment com a Magniflex-Centroscarpa o Alba Cucine-Benotto, va ser un italià, de ciclisme en ruta que va competir entre 1986 i 1989.

## Principals resultats
- Tre Valli Varesine: Franco Ballerini (1987)
- Giro d'Úmbria: Stefano Colagè (1989)
- Giro de la Romanya: Maximilian Sciandri (1989)

### A les grans voltes
- Giro d'Itàlia
  - 3 participacions (1986, 1987, 1988)
  - 0 victòries d'etapa:

- Tour de França
  - 0 participacions

- Volta a Espanya
  - 2 participacions (1988, 1989)
  - 0 victòries d'etapa: